# Atlantic Lion 83
Atlantic Lion 83 war ein großes deutsch-niederländisch-US-amerikanisch-britisches FTX -NATO-Manöver in den Niederlanden und Nordwestdeutschland im Jahr 1983. Es gehörte zur Manöverserie Autumn Forge.

## Truppengliederung
Die Übungstruppe BLAU setzte sich wie folgt zusammen:
- 1. NL-Division „7 December“, Schaarsbergen
  - 11. NL-Mech. Brigade, Schaarsbergen
  - 12. NL-Mech. Brigade, Nunspeet
  - 13. NL-Panzerbrigade, Oirschot
- 4. NL-Division, Harderwijk
  - 41. NL-Panzerbrigade, Seedorf
  - 42. NL-Mech. Brigade, Assen
  - 43. NL-Mech. Brigade, Havelte
- Panzerbrigade 8, Lüneburg

GRÜN gliederte sich wie folgt:
- 13. NL-Pantserbrigade
- 17th/21st Lancers (UK)

Dazu gehörten folgende REFORGER-Truppen GRÜN:
- 1st US Cavalry Division „The First Team“, Fort Hood, Texas
- Teile, 16th Signal Battalion, III. US-Korps, Fort Hood, Texas
- 425th Transport Brigade
- 180th Transport Company
- USAR, Fort Sheridan
- 1175th Military Police Co., ARNG, Moberly, Missouri, USA

Die Übungsleitung stellte das I. NL-Korps unter dem kommandierenden General W.J. Loos und dem Oberkommando von Generalleutnant J.G. Roos.

## Auftrag
Das I. NL-Korps, als Teil des königlich-niederländischen Heeres trainierte mit der Übung Atlantic Lion 83 seinen Auftrag, der aus der Verteidigung Westeuropas im Rahmen des NATO-Bündnisses und dem Schutz des niederländischen Territoriums bestand.
Es handelte sich um eine Zwei-Parteien-Gefechtsübung mit einer Reihe von Angriffs- und Verteidigungsoperationen (u. a. auch Aspekte des Patrouillieren und Einsickerns) unter der Beteiligung der GRÜNEN US-amerikanischen Panzerdivision als Feinddarstellung.
Als Kriegslage wurde ein Ausbruch von Feindseligkeiten zwischen GRÜN- und BLAULAND angenommen. BLAULAND stellte dabei einen Mobilmachungsverband mit modernem Gerät.

## Umfang
Atlantic Lion 83 fand vom 9. bis 22. September 1983 im deutsch-niederländischen Grenzgebiet statt. Der Raum erstreckte sich von Wesel, Münster, Lingen, Nordhorn, Nordenham, Delmenhorst, Osnabrück, Hamm, Deutsche Nordseeküste, bis zum Fluss Lippe statt. Der eigentliche Übungskorridor war nur ca. 40 Kilometer breit. An der Heeresübung nahmen 40.600 Soldaten (24.000 NL-Soldaten, 11.000 Angehörige der US-Army, 5.000 Bundeswehrsoldaten und 600 britische Soldaten), 9.770 Rad- (6.000 niederländische, 2.600 US-amerikanische, 1.100 Bundeswehr und 70 britische) und 2.350 Kettenfahrzeuge (850 niederländische, 1.000 US-amerikanische, 400 Bundeswehr, 100 britische) teil. Die Aufmarschphase dauerte vom 9. bis 16. September 1983 mit offiziellem Übungsbeginn am 13. September 1983.

## Ablauf
Eckdaten der Übung Atlantic Lion 83:
- 9. bis 14. September 1983: Ankunft der REFORGER-Truppen in Europa
- 12. bis 16. September 1983: Ankunft der US-Truppen im Verfügungsraum (VfgR) „Brandy Station“
- 16. bis 17. September 1983: Ankunft des 17th/21st Lancers Regiment in den Niederlanden
- 17. bis 30. September 1983: Operation „Atlantic Lion 83“
- 19. bis 21. September 1983: Operation „Aqua Marine“

Für den Anmarsch aus Übersee nutzten die US-REFORGER-Truppen die Flughäfen Amsterdam-Schiphol Brüssel, Frankfurt, Düsseldorf, sowie die Seehäfen Antwerpen, Vlissingen und Rotterdam. Aus den POMCUS-Depots wurden große Mengen aus Ausrüstungsmaterial bereitgestellt.
US-REFORGER-Truppen bezogen unmittelbar nach ihrer Ankunft in Europa den Sammel- und Verfügungsraum „Brandy Station“ zwischen Weert, ’s-Hertogenbosch und Oss im Südosten der Niederlande (Nordbrabant) und wurden anschließend niederländischem Befehl unterstellt. Dazu wurden 8.000 US-Soldaten aus Texas eingeflogen. Dabei wurde eine US-Brigade auf dem Übungsplatz Budel und die Zweite auf dem Übungsplatz Oirschot bei Eindhoven stationiert. Divisionsstab und Divisionstruppen wurden vorübergehend auf dem PIROC -Zentrum (Fahr- und Ausbildungszentrum der PzGrenTr) in Veldhoven und dem Luftwaffenstützpunkt Eindhoven untergebracht. Die amerikanischen Truppen wurden durch die 13. NL-Panzerbrigade und das britische Panzerregiment 17th/21st Lancers verstärkt. Nachdem die Übungstruppe vollständig versammelt war, marschierte der Verband ins westdeutsche Manövergebiet.
Brückenschläge fanden über den Rhein für 3.100 Fahrzeuge und an der Maas statt.
„Aqua Marine“ war eine Pionier-Unterübung von Atlantic Lion 83.
In den frühen Morgenstunden des 19. September wurden unter kriegsnahen und gefechtsmäßigen Bedingungen Gewässerübergänge über den Rhein mittels Militärfähren und über die Maas mittels Pionierbrücken geschlagen, um 14.000 Mann der Bodentruppen den Marsch ins Übungsgebiet zu ermöglichen.
Die Bodentruppen wurden im Rahmen der NATO-Luftwaffenübung „Cold Fire“ durch Kampfflugzeuge unterstützt.

## Medien
- Die großen Übungen der Bundeswehr 2. DVD. Breucom-Medien, 2011, ISBN 978-3-940433-33-6.